# 3824-es mellékút (Magyarország)
A 3824-es számú mellékút egy közel 11 kilométeres hosszúságú, négy számjegyű mellékút Szabolcs-Szatmár-Bereg vármegye középső-északnyugati részén; Beszterec községet köti össze Kemecsével.

## Nyomvonala
A 3826-os útból ágazik ki, annak a 3+500-as kilométerszelvényénél, Beszterec belterületének déli részén, délnyugati irányban. Árpád utca néven húzódik a belterület széléig, amit nagyjából 800 méter után ér el; amint elhagyja a falu utolsó házait, szinte egyből délnek fordul és ugyanott át is lép Vasmegyer határai közé.
E községet a negyedik kilométere táján éri el, a Kossuth utca nevet felvéve, majd a központban, az 5+350-es kilométerszelvénye táján kiágazik belőle nyugatnak a Tiszarád községbe vezető 38 136-os számú mellékút. Változatlan néven húzódik tovább a lakott terület déli felében is, a település legdélebbi házait nagyjából 7,2 kilométer megtételét követően hagyja el.
7,7 kilométer után lép át Kemecse területére, a kisvárost 9,3 kilométer után éri el, ahol előbb a Vasmegyeri út nevet viseli, majd a központhoz közeledve a kemecsei születésű, nemzetközi szinten is elismert jogász, a nyíregyházi királyi törvényszéket évtizedeken át vezető dr. Megyery Géza nevét veszi fel. Utolsó szakaszán Árpád utca a neve, így is ér véget, beletorkollva a 3823-as útba, annak a 28+150-es kilométerszelvénye közelében.
Teljes hossza, az országos közutak térképes nyilvántartását szolgáló kira.kozut.hu adatbázisa szerint 10,892 kilométer.

## Települések az út mentén
- Beszterec
- Vasmegyer
- Kemecse